# 威瑟恩西
威瑟恩西（英語：Withernsea）是英國英格蘭東約克郡的一個海濱小鎮，也是民政教區之一。據2011年英國人口普查，威瑟恩西有人口6,159人，比2001年的5,980人略有增加。本初子午線穿過威瑟恩西東北海岸線。

## 歷史

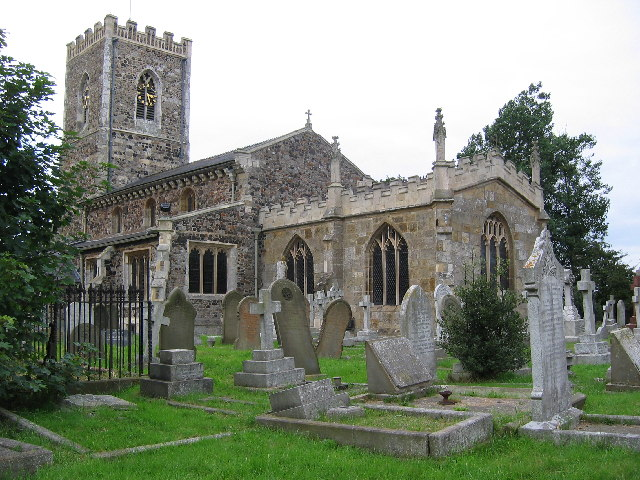
聖尼古拉教堂

和許多海濱度假地類似，威瑟恩西亦有一條海濱大道。其南端出發點是棧橋塔（也是棧橋的入口），修建於1877年，耗資1.2萬英鎊。棧橋最初長399碼（365），但由於數次船隻碰撞而縮減長度。1903年，碼頭塔進行了翻新。
19世紀中期，隨著赫爾和霍德尼斯鐵路的竣工，威瑟恩西和赫爾河畔京士頓之間有鐵路相連，令維多利亞時代工人和他們的家庭前往威瑟恩西度假的費用變得低廉，亦促進威瑟恩西的經濟成長。但這條鐵路已在1964年廢除。和英國眾多海濱度假地類似，威瑟恩西面臨遊客減少的情況。

## 經濟
在未能併購Proudfoot超市之後，乐购在威瑟恩西開設了一家門店，並推出過購物20英鎊即返現8英鎊的活動。這引發了競爭委員會的調查。
鎮中心附近有一個9洞的高爾夫球場，並有休閒中心、酒吧、餐廳等設施。

## 地標

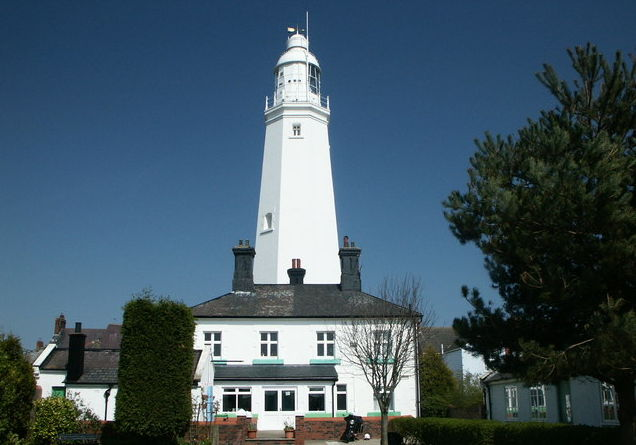
威瑟恩西燈塔

威瑟恩西燈塔是威瑟恩西的地標之一。這座燈塔高38米，修建於1892年至1894年。威瑟恩西燈塔現在並未作為燈塔使用，而是演員凱·肯戴爾的紀念館。她在1927年出生於威瑟恩西。尼古拉教堂是威瑟恩西的另一地標，也是英國的II*級登錄建築。

## 公共服務
威瑟恩西擁有自己的醫院，由國民保健署（NHS）所有。鎮上有五個緊急服務站，包括急救、消防、警察、海岸警衛隊和救生站。

## 外部連結
维基共享资源上的相關多媒體資源：威瑟恩西
- 《末日審判書》上的Withernsea
- Withernsea In Pictures （页面存档备份，存于）
- Historic England. . National Heritage List for England.